# 耶律弘古 (盆訥隠)
耶律弘古（やりつ こうこ、生没年不詳）は、遼（契丹）の軍人。字は盆訥隠。遙輦氏の鮮質可汗の末裔。

## 経歴
統和初年、拽剌詳穏に任じられ、まもなく南京統軍使に転じた。統和13年（995年）、南征して四岳橋で会戦し、100人あまりを斬首した。北宋を攻撃して、戦功により東京留守となり、楚国公に封じられた。統和28年（1010年）、高麗遠征に参加して、耶律盆奴を補佐し、康兆を銅州で捕らえた。
統和30年（1012年）、西北部で反乱が起こると、南府宰相耶律奴瓜の下で反乱軍を攻撃した。禁軍を統率して、軍令は行き届き、諸部の多くを降伏させた。まもなく侍中に転じ、死去した。

## 伝記資料
- 『遼史』巻88 列伝第18